# 30. honvedski pehotni polk (Avstro-Ogrska)
Za druge 30. polke glejte 30. polk.
30. honvedski pehotni polk (nemško k.u. Landwehr Infanterie Regiment Nr. 30) je bil pehotni polk avstro-ogrskega Honveda.

## Zgodovina
Polk je bil ustanovljen leta 1886.

### Prva svetovna vojna
Polkovna narodnostna sestava leta 1914 je bila sledeča: 91% Madžarov in 9% drugih.

## Poveljniki polka
- 1914: Rudolf Polgar[2]